# Barrento (distrito de Itapipoca)

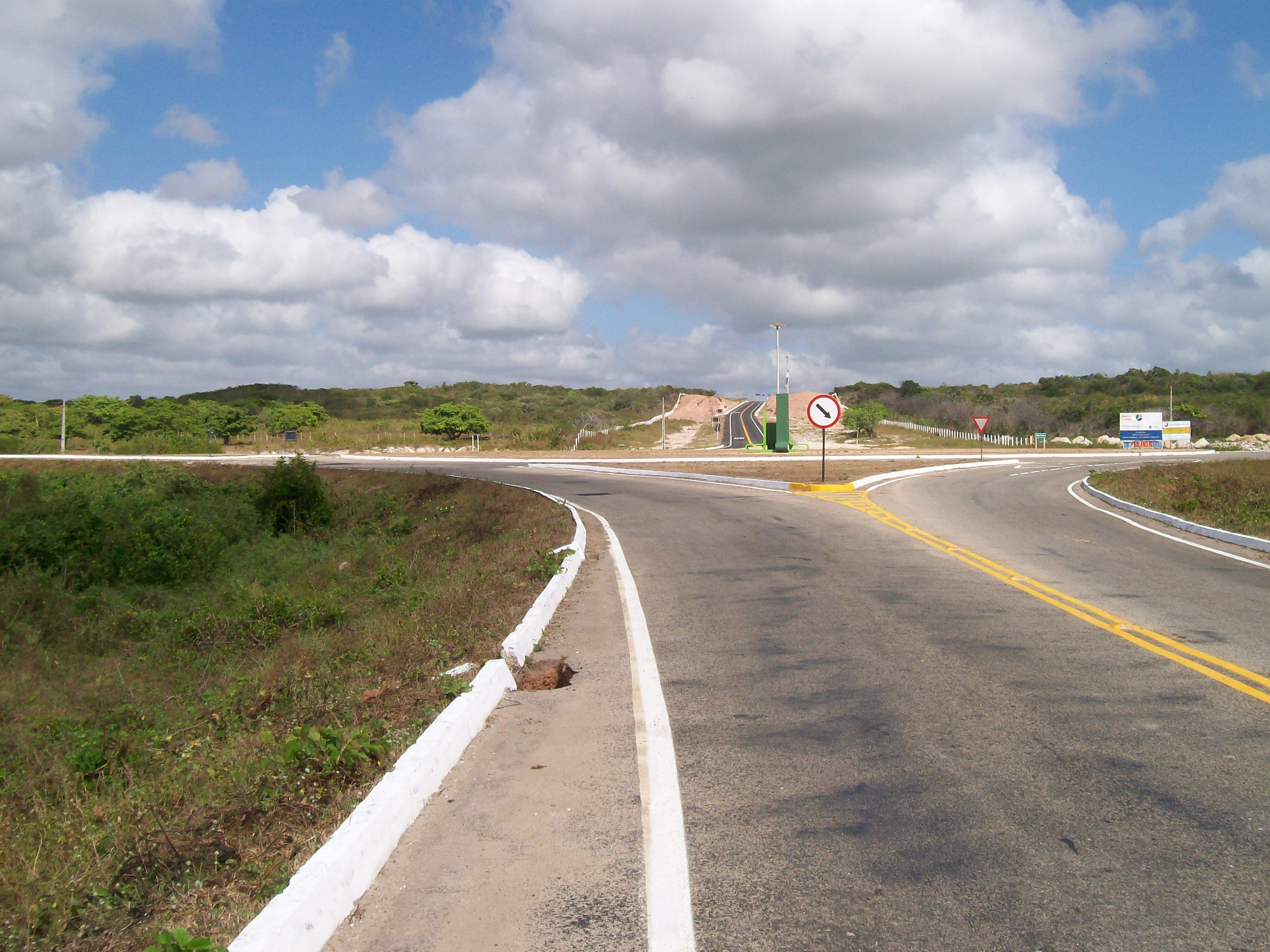
Trecho da rodovia CE-085 no distrito de Barrento

Barrento é um distrito do município de Itapipoca, no estado do Ceará.
Foi criado através da Lei Estadual n.º 1153, de 22 de novembro de 1951, sendo mantido até a atualidade.